# Ferrocarril Guadajoz-Carmona
El ferrocarril Guadajoz-Carmona fue una línea férrea española, de ámbito local, que operaba como ramal de enlace entre Carmona y la línea Madrid-Sevilla. Estuvo operativa entre 1876 y 1970, siendo desmantelada con posterioridad. El tren que circulaba por sus vías fue conocido coloquialmente como el «Carmonilla», distinguiéndose así en Carmona del llamado «Tren del pan».

## Historia
El trazado fue construido en 1876 por la Compañía de los Ferrocarriles de Madrid a Zaragoza y Alicante (MZA), concebido como un ramal que permitía la conexión del municipio sevillano de Carmona con la línea Sevilla-Madrid —también en manos de MZA—. En Carmona se construyó una estación, a la que se denominó «Carmona-Alta», para acoger la llegada a la ciudad de esta línea férrea. En 1941, con la nacionalización del ferrocarril de ancho ibérico, la línea quedó integrada en la red de RENFE. Durante la década de 1960 el trazado atravesó una fuerte decadencia debido a la competencia que le hacía el transporte a motor por carretera. El ramal sería clausurado el 12 de enero de 1970, siendo desmantelado posteriormente.